# 小行星24546
小行星24546（24546 Darnell）是一颗绕太阳运转的小行星，为主小行星带小行星。该小行星于2001年2月发现。

## 轨道参数
小行星24546的轨道半长轴为378 029 820 km，2.5269373 UA，离心率为0.100。